# Julien Quesne
Julien Quesne (Le Mans, 16 augustus 1980) is een professioneel golfer uit Frankrijk.

## Professional
Quesne werd in 2003 professional en speelde aanvankelijk op de Alps Tour. Eind 2004 haalde hij de 'Final Stage'op de Tourschool en kwalificeerde zich voor de Europese Challenge Tour, waar hij in 2005 en 2006 speelde. In 2007 won hij, dankzij drie toernooizeges, de Order of Merit van de Alps Tour, zodat hij in 2008 weer terug speelde op de Challenge Tour. In 2009 was Quesne de beste op de Trophée du Golf de Genève, zijn eerste overwinning op de Challenge Tour. In 2011 was Quesne de beste op de Allianz Golf Open de Lyon. Van 2012 tot en met 2017 was Quesne hoofdzakelijk actief op de Europese PGA Tour. In 2012 haalde hij onmiddellijk een overwinning op deze tour dankzij winst op de Open de Andalucía Costa del Sol. Een jaar later was Quesne de beste op de Open d'Italia Lindt. 

### Overwinningen
| Jaar | Toernooi                                | Tour              |
| ---- | --------------------------------------- | ----------------- |
| 2004 | Trophée Maroc Telecom                   | Alps Tour         |
| 2007 | Open International de Normandie         | Alps Tour         |
| 2007 | AGF-Allianz Open - Trophee Preven's     | Alps Tour         |
| 2007 | Open International Stade Français Paris | Alps Tour         |
| 2009 | Trophée du Golf de Genève               | Challenge Tour    |
| 2011 | Allianz Golf Open de Lyon               | Challenge Tour    |
| 2012 | Open de Andalucía Costa del Sol         | Europese PGA Tour |
| 2013 | Open d'Italia Lindt                     | Europese PGA Tour |